# Isabella z Chiaromonte
Isabella z Taranta, rozená Isabella z Chiaromonte, (asi 1424 – 30. března 1465), byla tarantská princezna po své rodné straně a první královská manželka Ferdinanda I. Neapolského.

## Rodina
Byla starší dcerou Tristana z Chiaromonte, hraběte z Copertina, a Kateřiny z Taranta. Byla rovněž neteří a předpokládanou dědičkou bezdětného Giovanniho Antonia Orsiniho del Balzo, tarantského prince. Byla vnučkou královny Marie z Enghienu (matka Giovanniho a Kateřiny), která byla královskou manželkou v Neapoli (královnou Jeruzaléma a Sicílie) v letech 1406–1414. Tím pádem byla předpokládanou dědičkou feudálních majetků v jižní Itálii.

## Sňatek
30. května 1444 (nebo 1445) se Isabella provdala za Ferranta Aragonského, později vévody z Kalábrie (1423–1494), syna Alfonsa V. Aragonského, který nedávno předtím dobyl Neapolské království od francouzských Angevinů a tím pádem byl novým feudálním pánem Isabelly a její rodiny.
Alfonso domluvil toto manželství proto, aby svému nemanželskému synovi zajistil dobrou budoucnost tím, že mu dal manželstvím své vlastní knížectví. Alfonso také chtěl, aby jemu loajální lidé (stejně jako jeho syn) měli v novém království feudální statky, což by se v budoucnu stalo, jakmile by se Ferdinand a Isabella přemístili do Taranta. Sňatek rovněž posílil královu snahu o uchvácení současných pánů z Taranta.
27. června 1458 se stal její manžel z vůle krále Alfonsa králem na jím dobytých územích a jako takový užíval titul král Neapole a Jeruzaléma a Isabella se stala královskou manželkou. Touto dobou měli několik dětí, nejstarším byl desetiletý Alphonso.
Už nechtěli déle používat Taranta jako svého jedinečného vlastnictví, ale stále šlo o silné pouto a v roce 1463 se Isabella stala nástupkyní svého strýce Giovanniho Antonia z Taranta. Isabella zdědila rovněž Briennovův nárok na Jeruzalémské království.
Isabella zemřela 30. března 1465, pohřbená je u sv. Petra Mučedníka. Jejím dědicem byl její nejstarší syn, Alphonso, vévoda z Kalábrie, budoucí král Alfons II. Neapolský a Jeruzalémský.
Vdovec (1423–1494) se podruhé oženil se svoji první sestřenicí z otcovy strany Janou Aragonskou, dcerou svého strýce Jana II. Aragonského a Jany Enríquezové.

## Děti
S Ferdinandem měla šest dětí:
- Alfonso II. Neapolský (4. listopadu 1448 – 18. prosince 1495), vévoda z Kalábrie, v letech 1494–1495 neapolský král, ⚭ 1465 Ippolita Maria Sforzová (18. dubna 1446 – 20. srpna 1484)
- Leonora Neapolská (22. června 1450 – 11. října 1493)
⚭ Sforza Maria Sforza, vévoda z Bari
⚭ 1473 Herkules I. Estenský (26. října 1431 – 15. června 1505), markrabě ferrarský, vévoda modenský a reggiánský
- Fridrich IV. Neapolský (19. dubna 1452 – 9. listopadu 1504), v letech 1496–1501 neapolský král
⚭ 1478 Anna Savojská (1455–1480)
⚭ 1487 Isabella del Balzo (1465–1533)
- Giovanni z Neapole (25. června 1456 – 17. října 1485). Později arcibiskup tarantský (a/nebo „Strigonský“ — pravděpodobně v maďarské Ostřihomi) a poté kardinál
- Beatrix Neapolská (14. září nebo 16. listopadu 1457 – 23. září 1508)
⚭ 1476 Matyáš Korvín (23. února 1443 – 6. dubna 1490), uherský a chorvatský král, český spolukrál, moravský markrabě
⚭ 1490 Vladislav Jagellonský (1. března 1456 – 13. března 1516), český, uherský a chorvatský král
- Francesco z Neapole, vévoda ze Sant Angela (16. prosince 1461 – 26. října 1486)